# Lombok

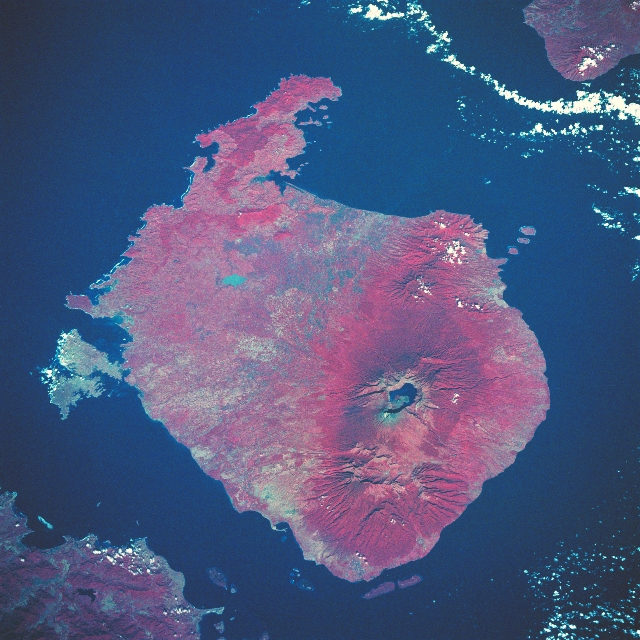
Lombok i el Mont Rinjani vistos des de l'espai, maig de 1992

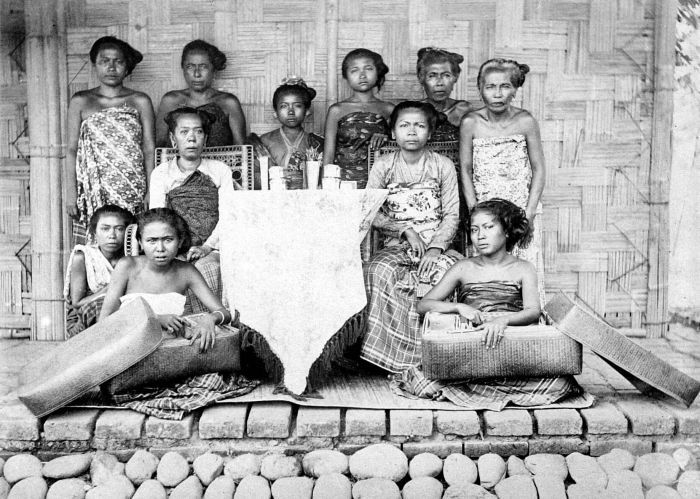
Dones nobles de Lombok amb llur seguici. Principis del segle XX

Lombok és una illa que pertany a la província indonèsia de les Illes Petites de la Sonda Occidentals. Està situada entre les illes de Bali, de la qual la separa l'Estret de Lombok i Sumbawa, separada mitjançant l'Estret d'Alas. Té una extensió de 4.725 km² i una població de 3.352.000 habitants (2014). Mataram n'és la ciutat més important i alhora capital de la província. La muntanya Rinjani amb 3.726 metres és la muntanya més alta de l'illa i una de les més altes del sud-est asiàtic. Estava dividida en tres kabupaten o regències: Lombok Occidental, Lombok Oriental i Lombok Central, però en els darrers anys s'hi va afegir Lombok Septentrional. Més del 85% de la població pertany a l'ètnia sasak, propera dels balinesos en llengua i cultura, però de religió musulmana. El 1975 eren prop del 95%. Un 3% són balinesos i un 2% natius anomenats orang Buda que conserven creences animistes. També hi ha xinesos, alguns àrabs i sobretot javanesos.

## Història
Unes estàtues budistes descobertes a la segona meitat del segle xx, fan pensar que l'illa va estar subjecte a influència del budisme mahayana (segles VIII i IX).
El 1343 Bali fou arrabassada a l'imperi de Majapahit pel patih Gaja Mada, i Lombok va córrer la mateixa sort. Sota iniciativa de Trengana, tercer sobirà del primer regne musulmà de Java, Demak, l'islam es va introduir a l'illa entre els sasaks.
El 1674 començà l'arribada d'holandesos a la part oriental de l'illa. Al segle xvii les tensions entre els caps sasks i els reis de Sumbawa, van provocar la intervenció del regne balinès de Karangasem que va establir la seva dominació sobre Lombomk just a l'inici del segle xviii. Mataram, a l'oest de l'illa i la ciutat més propera a Bali, va esdevenir el principal centre de l'illa. El rei sasak que residia a Mataram estava aconsellat per nobles balinesos i els districtes tenien governadors de Bali les decisions dels quals executaven funcionaris sasaks descendents generalment de la vella noblesa indígena.
El 1849 Karangasem va perdre la seva supremacia sobre Mataran que va iniciar relacions més estretes amb els holandesos. Però la noblesa balinesa estava obstinada a fer de Lombok un segon Bali i un tribunal va decidir que els sasaks havien de ser esclaus. Anak Agoeng Madé, rei balinès, fou especialment cruel. Els sasaks van demanar ajut al governador de les Índies Orientals Holandeses, però molts senyors a Bali i Lombok donaven suport al rei Anak Agoeng i els holandesos, després del conflicte amb Atjeh, dubtaven en intervenir. Finalment el nou governador general Carel H. A. van der Wijck (1893-1899) va decidir intervenir i el març de 1894 va enviar una expedició sota direcció del general Vetter, que va desembarcar a la costa de Lombok. L'objectiu era deposar la dinastia balinesa i convertir l'illa en colònia, cosa que es va aconseguir, però a més es va trobar la Nagarakrtagama, una crònica del regne de Majapahit del segle xiv.
Es van fer negociacions amb el raja de Lombok al que es van exigir les despeses de la guerra, un milió de guilders, una quantitat fabulosa en aquell temps que certament el raja no podia pagar; una quarta part d'aquest import es va poder reunir fins a l'agost i mentre el general Vetter va distribuir les seves forces per tota l'illa; però els balinesos sospitaven que després del pagament serien posats en confinament o almenys que se'ls farien noves peticions i al saber la situació a Atjeh van decidir resistir fins al final. La nit del 26 d'agost de 1894 va esclatar la revolta general i els holandesos foren atacats arreu i sense advertència prèvia i un centenar van morir entre els quals el general van Ham, i uns 250 foren ferits; fou la derrota numèricament més important dels holandesos al segle xix.
L'opinió pública als Països Baixos va clamar venjança. L'artilleria va entrar en acció i va destruir cada poble entre Ampenan i Mataram. Si alguna cosa quedava en peu era arrasada fins als fonaments. Llavors fou la mateixa premsa holandesa la que va advertir que no tenia sentit destruir tot allò sobre el que s'esperava tenir poder. La destrucció però ja estava quasi tota feta. Les víctimes eren milers. Només resistia el raja a Cakranegara. Els holandesos van concentrar deu mil soldats i qualsevol cosa entre Mataram i Cakanegara fou destruïda. El raja va enviar una petició que fou contestada amb bombes per orde del general van der Wijck. El raja va al·legar no saber res de l'atac nocturn a l'inici de la revolta i va recordar que havia pagat la indemnització fins aquell moment; però no fou escoltat. Cakranegara fou atacada i conquerida pel coronel Scheurer; el raja va fugir però després fou atrapat i es va rendir, sent deportat a Batavia. Els altres senyors balinesos de Lombok van fer el suïcidi ritual o Perang Poepoetan: homes, dones i fills en vestit blanc es dirigien sense armes contra els holandesos perplexos, que començaven a disparar; la gent seguia avançant fins que tots eren morts. L'illa va quedar "pacificada" però els mètodes i resultats mai foren coneguts ni pel govern ni pel parlament holandès i no van entrar als llibres d'història fins després de la independència indonèsia.

## Ecologia
De la mateixa manera que la resta d'illes que formen les Illes de la Sonda, Lombok pertany a l'àrea de la línia de Wallace (Wallacea), de gran interès científic per la gran biodiversitat.

## Turisme
El turisme a Lombok no és tan massiu com a la veïna Bali. En ella els turistes trobaran platges quasi desertes i paisatges de gran bellesa, com el que envolta l'estratovolcà Rinjani (3.726 m), el tercer en alçada d'Indonèsia. L'aeroport de Selaparang a Ampenan (a l'oest de la ciutat de Mataram) enllaça amb Java, Bali i Sumbawa i a l'exterior amb Singapur. L'altre aeroport és l'internacional de Lombok (Bandara Internasional Lombok) a punt d'acabar-se al sud-oest que ha d'estar operatiu el 2011 (llavors es tancara Selaparang). El port principal d'accés a l'illa és Lembar Harbour al sud-oest.